# ماتياس ماير (لاعب كرة قدم أرجنتيني)
ماتياس ماير (بالإسبانية: Matías Mayer)‏ (11 مارس 1996 في الأرجنتين - ) هو لاعب كرة قدم أرجنتيني في مركز الهجوم.

## وصلات خارجية
- ماتياس ماير (لاعب كرة قدم أرجنتيني) على موقع قاعدة بيانات كرة القدم.إي يو (الإنجليزية)
- ماتياس ماير (لاعب كرة قدم أرجنتيني) على موقع Soccerway.com (الإنجليزية)